# Porsche-Diesel Standard T 217
Der Porsche-Diesel Standard T 217 war ein Traktor der Porsche-Diesel Motorenbau GmbH, die ihren Sitz in Friedrichshafen am Bodensee hatte und das Modell Standard T 217 von 1960 bis 1963 produzierte.
Infolge der Umstrukturierung von Porsche-Diesel Anfang der 1960er Jahre kam es zur Konzipierung eines 20 PS starken Zug- und Tragschleppers, dem Standard T 217, der einen stehend-luftgekühlten Zweizylindermotor besaß. Fortschrittlich für damalige Zeiten waren der Ölbadluftfilter, die dreifach-gelagerte Kurbelwelle sowie das Radialkühlgebläse des Porsche-Diesel-Traktors. Neben dem Drehzahlverstellpedal, das per Fuß betätigt werden konnte, zeichnete sich der T 217 von Porsche-Diesel durch eine unten liegende Zahnradgetriebene Nockenwelle aus. Die aufsteckbare Riemenscheibe kann mit Links- oder Rechtsbetrieb auch mit einer Zapfwellenverlängerung genutzt werden. An der Drehpunktaufhängung des Schleppers liegt eine maximale Hubkraft von etwa 650 kg vor. Der Hubzylinder des Porsche-Diesel Standard T 217 zeichnete sich durch einen 108 Millimeter langen Kolbenweg sowie einen Kolbendurchmesser von 90 Millimeter aus.
Des Weiteren besaß der Traktor vom Typ Porsche-Diesel Standard T 217 einen Betriebsstundenzähler, eine Kraftstoffanzeige sowie Zusatzradgewichte mit 2 × 30 Kilogramm. Zudem waren ein Frontlader und ein Kraftheber in der Sonderausstattung integriert. Außerdem konnten noch ein zweiter Sitz am Kotflügel, ein Verdeck, ein Mähwerk und Vorderradkotflügel montiert werden.